# ميزة الصوت العميق
ميزة الصوت العميق هي فكرة في علم النفس وعلم الاجتماع، تتناول الميزة التي يكتسبها الرجال لامتلاكهم أصواتا عميقة. وطبقا لدراسة واحدة، هناك ارتباط بين نغمة الصوت وراتب الرئيس التنفيذي وحجم المؤسسة التي يديرها.